# Cyclosorus truncatus
Cyclosorus truncatus là một loài thực vật có mạch trong họ Thelypteridaceae. Loài này được (Poir.) Farw. mô tả khoa học đầu tiên năm 1931.